# Cumignano sul Naviglio
Cumignano sul Naviglio é uma comuna italiana da região da Lombardia, província de Cremona, com cerca de 402 habitantes. Estende-se por uma área de 6 km², tendo uma densidade populacional de 67 hab/km². Faz fronteira com Genivolta, Salvirola, Soncino, Soresina, Ticengo, Trigolo.

## Demografia
| Variação demográfica do município entre 1861 e 2011                               |
|                                                                                   |
| Fonte: Istituto Nazionale di Statistica (ISTAT) - Elaboração gráfica da Wikipedia |